# Mukdahan
Mukdahan (thailändisch เทศบาลเมืองมุกดาหาร) ist eine Stadt (Thesaban Mueang) im Landkreis (Amphoe) Mueang Mukdahan der Provinz Mukdahan. Die Provinz Mukdahan liegt in der Nordostregion Thailands, dem Isan.

## Geographie
Mukdahan liegt am Westufer des Mekong, gegenüber der zu Laos gehörenden Provinz Sawannakhet. Die Provinzhauptstadt ist fast 750 Kilometer von der Hauptstadt Bangkok entfernt.
Die wichtigste Wasserressource der Provinz ist der Mekong.

## Grenze
In Mukdahan verkehrt eine Fähre nach Laos; Touristen können aber nur über die Brücke nach Laos einreisen. Dort ist auch ein Visa on arrival erhältlich.
Eine weitere Verbesserung der Verkehrsanbindung von Laos stellt seit dem 9. Januar 2007 die Zweite Thailändisch-Laotische Freundschaftsbrücke von Mukdahan über den Mekong nach Savannakhet (Laos) dar.

## Wirtschaft und Bedeutung
In Mukdahan ist ein interessanter Marktplatz für vietnamesisches Kunsthandwerk (zum Beispiel Lackarbeiten), das via Laos nicht immer alle Zollkontrollen wirklich passiert hat. In der Gegend um Mukdahan finden sich zahlreiche Betriebe für die traditionelle Weberei des Isan, wie zum Beispiel den Khit.

## Geschichte
Die Stadt und die Umgegend standen lange unter dem Einfluss laotischer Herrscher und der Khmer, deren Spuren auch heute noch sichtbar sind. Mukdahan wurde 1982 Provinzhauptstadt, als die Regierung im Zuge der Dezentralisierung der Verwaltung die Provinz Mukdahan errichtete.

## Persönlichkeiten
- Worawut Srisupha (* 1992), Fußballspieler
- Anuwat Phikulsri (* 1999), Fußballspieler

## Sehenswürdigkeiten
- Wat Yot Khaeo Siwichai (Thai: วัดยอดแก้วศรีวิชัย) – buddhistische Tempelanlage (Wat) direkt am Mekongufer mit sehr schönen Wandmalereien.
- Wat Sri Mongkon Tai (Thai: วัดศรีมงคลใต้) – Tempel in einem eigentümlichen Mischstil (thai-vietnamesisch-chinesisch), der von vietnamesischen Flüchtlingen erbaut wurde.
- Phu Manorom (Thai: ภูมโนรมย์) – Berg etwas außerhalb von Mukdahan mit einer sehr schönen Sicht auf die Stadt und auf den Mekong.
- Mukdahan-Tower – sieht aus wie ein Flughafentower mit Radarkugel oben drauf. In der Kugel stehen Buddhas, in der Aussichtsebene eine Ausstellung über die Gegend und Verkehrswege. Beide Ebenen bieten eine gute Aussicht über die Stadt und den Mekong bis zur Freundschaftsbrücke.